# Cannabis – Probieren geht über Regieren
Cannabis – Probieren geht über Regieren ist eine Schweizer Filmkomödie aus dem Jahr 2006. Sie handelt von einem konservativen Schweizer Bundesrat, der das Kiffen entdeckt, was sein Leben auf den Kopf stellt.

## Handlung
Bundesrat Alois Mumentaler (gespielt von Hanspeter Müller-Drossaart) ist in einer Krise: Er hat Probleme mit seiner Ehefrau Beatrice, die sich scheiden lassen will, und seine langjährige prohibitive Drogenpolitik schlägt fehl. Dazu kommt, dass bei ihm die Augenkrankheit Grüner Star diagnostiziert wird. Nachdem die schulmedizinische Behandlung keinen Erfolg zeigt, bleibt ihm nur noch – vom Augenarzt empfohlen – der Konsum von Cannabis. Er bezieht in der Folge das Marihuana regelmässig von dem 16-jährigen Remo (gespielt von Joel Basman), freundet sich mit ihm an und erweist ihm allerlei Gefälligkeiten. Astrid Bänziger (gespielt von Lilian Steffen), die Präsidentin seiner Partei, führt eine Intrige gegen ihn, was dazu führt, dass er nach zehn Jahren im Amt nicht mehr wiedergewählt wird, sich aber mit seiner Familie aussöhnt.

## Kritiken
- Oder: Hasch macht fröhlich Filmkritik (eher positiv)
- Tut den Augen gut Filmkritik (eher negativ)